# Kalksburger Graben
Der Kalksburger Graben ist ein Bach im 23. Wiener Gemeindebezirk Liesing. Er ist ein Zubringer des Liesingbachs.

## Verlauf
Der Kalksburger Graben hat eine Länge von 765 m bei einer Höhendifferenz von 39 m. Sein Einzugsgebiet ist 0,6 km² groß.
Der Bach entspringt in der Nähe des Pappelteichs im Bezirksteil Mauer. In seinem Oberlauf fließt er in einem Tobel durch ein Waldgebiet und erreicht den Bezirksteil Kalksburg. Er unterquert die Kalksburger Straße beim Rohrdurchlass in der Klausen. In seinem letzten Abschnitt verläuft der Kalksburger Graben in einem Bachkanal durch besiedeltes Gebiet und mündet bei der Mackgasse in den Liesingbach.
Beim Kalksburger Graben besteht eine geringe Gefahr von Überflutungen. Im Fall eines Jahrhunderthochwassers sind weder Infrastruktur noch Wohnbevölkerung betroffen.

## Geschichte

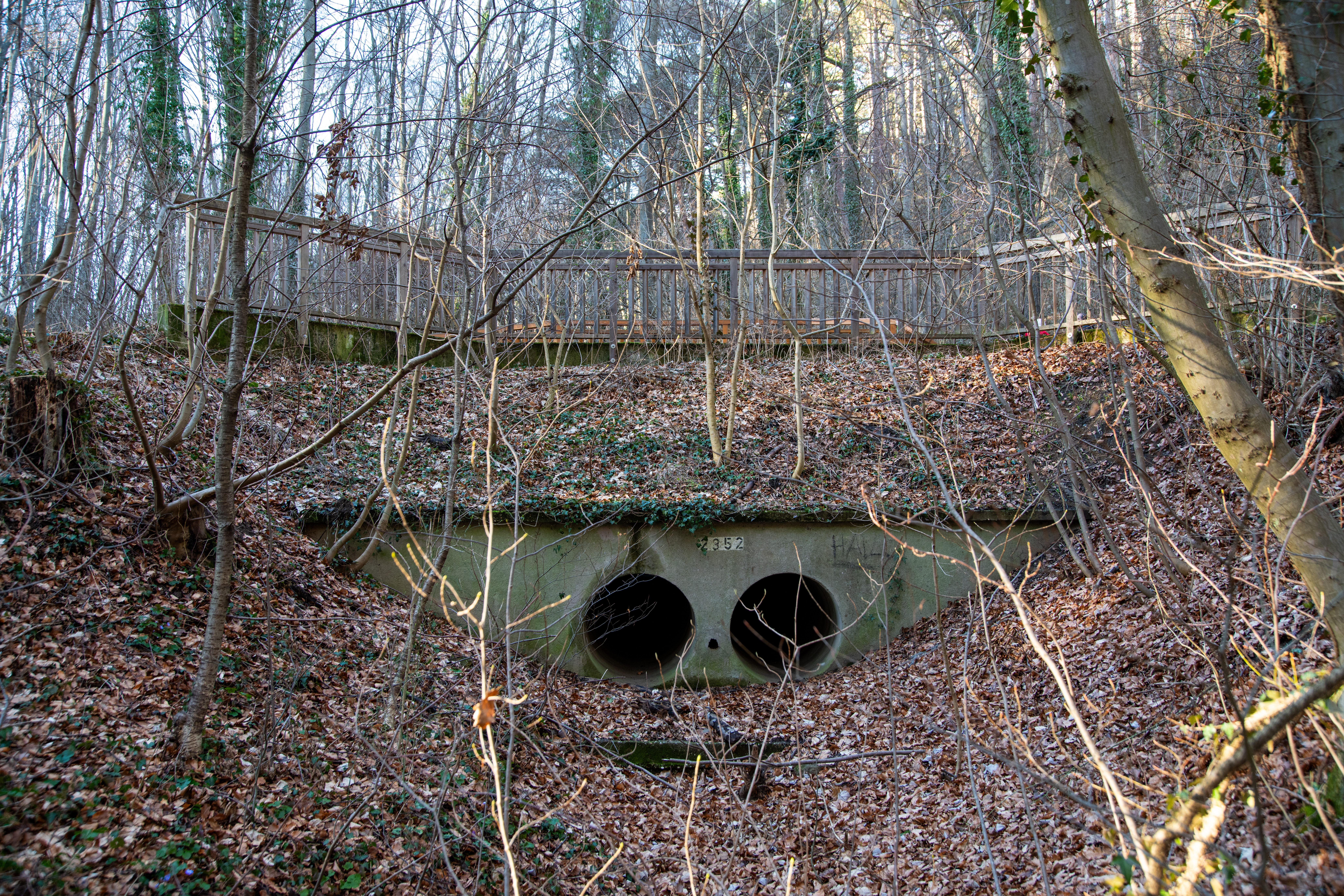
Südliche Ansicht des Rohrdurchlasses

Die Rohrdurchlass in der Klausen wurde 1953 errichtet.

## Ökologie
Im Quellgebiet des Kalksburger Grabens besteht seit den 1970er Jahren eine Feuchtvegetation mit Grün-Teichbinsen (Schoenoplectus lacustris) und Wasser-Schwertlilien (Iris pseudacorus). Im Waldgebiet im Oberlauf wachsen Buchen und Hainbuchen. In deren Unterwuchs ist der Fuchs-Eisenhut (Aconitum lycoctonum subsp. vulparia) zu finden. Insbesondere an den Osthängen des Bachs, zur Himmelswiese hin, gibt es zahlreiche Schwarz-Föhren, in denen Haubenmeisen (Lophophanes cristatus) brüten. Am Kalksburger Graben gedeihen zudem mehrere Pflanzenarten, die nach dem Wiener Naturschutzgesetz streng geschützt sind: das Breitblatt-Waldvöglein (Cephalanthera damasonium), das Schmalblatt-Waldvöglein (Cephalanthera longifolia), die Weiß-Waldhyazinthe (Platanthera bifolia) und der Schwarz-Germer (Veratrum nigrum).